# 檸檬 (小說)
「檸檬」是梶井基次郎代表性的短篇小說。以第三高等學校時代的梶井基次郎下宿京都時的憂鬱心情為背景，在水果店遇見鮮豔黃色檸檬的感動，以及幻想檸檬成為炸彈的故事。

## 發表過程
1925年（大正14年）1月1日，發表於和中谷孝雄、外村繁所發行的同人誌「青空」一月創刊號卷頭。單行本則由梶井基次郎的朋友三好達治努力才得以出版，在梶井過世前一年的1931年（昭和6年）5月15日，由武藏野書院刊行。這是梶井基次郎生命中唯一出版的書。同書中收錄了其他十七篇短篇小說。
翻譯版有英文版（英文：Lemon）、西班牙版（西班牙文：La limono）、中文版（中文：檸檬）、法文版（法文：Le Citron）、德文版（德文：Die Zitrone）等。

## 創作集「檸檬」
1931年（昭和6年）5月15日武藏野書院出版的第一本創作集「檸檬」，是在同年的1月底，前來探望梶井基次郎的三好達治驚訝於梶井基次郎的身體情況不佳，在梶井基次郎仍活著時，努力奔走而成書的。

## 關連項目
- 新奇士
- 加利福尼亞州
- 寺町
- 檸檬中文翻譯 （页面存档备份，存于）